# Asta (Black Clover)
Asta (アスタ Asuta?) es el protagonista de la serie de manga y anime Black Clover. Asta es un huérfano campesino que fue abandonado en una iglesia, que aspira convertirse en el próximo Rey Mago. No tiene ningún poder mágico, pero lo superó gracias a un intenso entrenamiento físico que le permite blandir espadas antimágicas del grimorio del trébol de cinco hojas en el que reside un demonio. Entonces se convierte en un caballero mágico, uniéndose al escuadrón Toro Negro con la esperanza de alcanzar su sueño.
En la adaptación de anime de Black Clover, Asta es interpretado por Gakuto Kajiwara en Japón, Alberto Bernal en Hispanoamérica y Xavier Castañer en España. En un principio, Asta recibió críticas mixtas debido a que su caracterización resultaba arquetípica y al tono utilizado por Kajiwara. Sin embargo, fue recibido positivamente por la crítica por su determinación y sus relaciones con otros personajes de la serie.

## Creación y concepción
Asta fue creado originalmente como Asta Staria en el one-shot de 2014 en Jump Next!. Su nombre proviene de una flor que se deriva de la palabra griega que significa «estrella». La personalidad de Asta está inspirada en la de su creador Yūki Tabata. Gakuto Kajiwara, su actor de doblaje japonés, lo describe como un personaje que «atrae personas a su vida, pero de una manera positiva. Su entusiasmo, su fuerte voluntad y su deseo de no rendirse nunca acaban por conmover los corazones de quienes le rodean. Aunque nadie quiera reconocerlo, la gente termina por quererle y reconocerle por su determinación y su fuerte voluntad. No creó que esto se aplique sólo en la historia. Pienso que, como lectores del manga, nos da el mismo tipo de poder. Opinó que sólo con verlo, somos capaces de encontrar esperanza y energía en nuestra propia vida diaria».

## Apariciones

### Black Clover
Asta aparece por primera vez en Black Clover como un pequeño huérfano en la iglesia de Hage con Yuno. Nació sin magia en el Reino del Trébol, donde todos sus ciudadanos son magos. A pesar de esta discapacidad, aspira a convertirse en el Rey Mago para acabar con la discriminación en el país. Después de salvar a Yuno de un ladrón cuando eran niños, los dos chicos se comprometen a ser rivales para convertirse en el Rey Mago. En la ceremonia anual de grimorios para jóvenes de quince años del reino, Asta no es elegido por un grimorio. Cuando Yuno es atacado por el ladrón Revchi por su grimorio del trébol de cuatro hojas, Asta intenta detenerlo pero es golpeado y se entera de que no tiene magia. Casi desesperado, ser reonocido por parte de Yuno como su rival, le da la motivación para seguir luchando. Entonces es elegido por un grimorio de cinco hojas, del que puede blandir una espada gigante con el poder de la antimagia. Asta derrota a Revchi y reafirma su promesa de competir con Yuno para convertirse en el Rey Mago. En el examen de selección de caballeros mágicos, Asta se gana el respeto de Yami Sukehiro y es reclutado en el Toro Negro, el peor escuadrón de caballeros mágicos, con su nueva compañera Noelle Silva.
Convertido en un caballero mágico, Asta completa las misiones que se le asignan. Se le asigna la exploración de una mazmorra, donde se reúne con Yuno y su escuadrón y debe enfrentarse a un grupo del Reino del Diamante. Allí adquiere una segunda espada antimágica y acaba derrotando al mago Mars con Yuno. Después, en la ceremonia condecorativa de caballeros es despreciado por los caballeros mágicos de mayor rango. Después de que Noelle sea humillada por sus hermanos, Asta afirma que alcanzará sus objetivos y se convertirá en el Rey Mago para callarlos a todos. Más tarde ayuda contra la invasión de la capital real por parte de Ojo de la Noche Blanca. Durante un descanso de sus actividades en un pueblo, se encuentra con miembros de la organización antes mencionada que están secuestrando niños. Allí, su capitán Yami acude en busca de ayuda y le enseña a Asta a sentir el ki. Los otros capitanes de los Caballeros Mágicos acuden como refuerzos, y el líder de Ojo de la Noche Blanca, Licht, y el Tercer Ojo escapan.
En la misión de su escuadrón de recuperar una piedra mágica del Templo Submarino, Asta se encuentra con Vetto, miembro del Tercer Ojo, quien aplasta y maldice los brazos de Asta con magia prohibida. Después de una batalla agotadora, él y sus compañeros derrotan a Vetto. Los brazos de Asta no se pueden curar, con la posibilidad de que no pueda volver a empuñar sus espadas. Casi cayendo en una depresión, afirma que desafiará al destino si es necesario para lograr su sueño. Su compañera de escuadrón, Vanessa, va al Bosque de las Brujas y le ruega a la Reina Bruja que cure a Asta. Después de que ella lo haga, pasa a ayudar a derrotar a Fana, miembro del Tercer Ojo, y a Ladros, soldado de Diamante, utilizando su nueva forma oscura de la Reina Bruja que usa su magia de sangre para aumentar la circulación antimágica en su cuerpo. Sin embargo, la Reina Bruja utiliza su magia para ordenar a Asta que mate a sus amigos, lo que es detenido por Vanessa utilizando su hilo rojo del destino. La reina admite su derrota, dando a Asta y a los demás una piedra mágica. Más tarde aprende a controlar mejor su forma oscura durante un entrenamiento en un volcán.
En el examen de los Caballeros Reales, Asta se enfrenta a Langris, que casi mata a su hermanastro y compañero de Asta, Finral. En las semifinales, Asta derrota a Langris con su cristal y el combate termina en empate. Asta es reclutado en el escuadrón de los Caballeros Reales. Cuando los elfos reencarnan, Asta y Yuno luchan contra Licht. Durante la lucha, Licht reclama una de sus espadas y Asta toma una espada de Licht que le permite extraer el alma de los elfos de su recipiente antes de que el dúo sea derrotado. Asta ayuda a vencer y disipar las almas de los elfos reencarnados en todo el reino. En el Palacio de las Sombras, Asta saca a Patry de su desesperación después de que se revele que el verdadero autor de la masacre de elfos es el demonio Zagred, convenciéndole de que expíe sus fechorías y ayude a derrotar a su enemigo común. Con la ayuda de Yuno, Yami y Secre, Asta destruye el corazón del demonio. Tras ello, el Parlamento Mágico del reino convierte a Asta y a Secre en chivos expiratorios de la reencarnación de los elfos. Mediante un decreto, Asta es puesto bajo la custodia de Toro Negro y se le asigna la tarea de investigar a los demonios. Sus investigaciones llevan a los caballeros mágicos a aliarse con el Reino del Corazón contra el Reino de la Pica.

### Otras apariciones
Asta aparece como personaje jugable en el DLC de Jump Force.

## Poderes y habilidades
Para compensar su falta de magia, desde la infancia Asta ha entrenado intensamente su cuerpo para tener una fuerza física increíble. Esta fuerza le permite blandir las pesadas espadas antimágicas, que le permiten anular magia. La espada de Danma es capaz de agrandarse utilizando hechizos antimágicos y reflejarlos. La espada de Shukuma puede lanzar cortes antimágicos voladores y absorber otro tipo de magia para liberarla en forma de rayos. La espada de Metsuma puede anular cualquier encantamiento. Su forma «Asta oscuro» le permite utilizar mayores cantidades de antimagia durante un periodo de tiempo limitado. Su capitán Yami le enseñó a sentir el ki, detectando la fuerza vital para reaccionar y atacar más rápido.

## Recepción
Asta ha ocupado el primer puesto en las encuestas japonesas anuales de popularidad de Black Clover, quedando en primer lugar en la segunda encuesta con 3064 votos y en la cuarta con 4296. En la quinta encuesta, quedó en segundo lugar con 67 695 votos. La pelea de Asta y Yami con Dante también fue catalogada como la sexta mejor pelea del anime de 2021 por Crunchyroll. Del álbum Trip at Knight, la canción «Demon Time» de los raperos estadounidenses Trippie Redd y Ski Mask the Slump God hace referencia a Asta.
Las primeras críticas al personaje de Asta fueron variadas. En su reseña del volumen 1, Leroy Douresseaux, de ComicBookBin, afirmó que «la determinación de Asta y su voluntad de conocer nuevas personas, lugares y cosas lo convierten en un personaje atractivo. Creó que muchos lectores pueden identificarse con Asta, que no tiene nada y viene de la nada, pero no acepta sus limitaciones». Anime News Network encontró a Asta como un arqueotipo de protagonista shonen similar a Izuku Midoriya de My Hero Academia y Naruto Uzumaki de Naruto, con su actor de voz japonés utilizando un tono que resulta molesto para el público. Inicialmente se observaron similitudes con los protagonistas de One Piece y Fairy Tail debido a que tienen objetivos similares y la tendencia de gritar varias veces. Alex Osborn de IGN también comparó su historia con la de Izuku Midoriya, queriendo que la narrativa sea más singular. También le pareció molesta la actuación de Kajiwara por su tendencia a gritar. Otro crítico del mismo sitio también consideró que el actor japonés era tan insoportable que la interpretación inglesa del personaje por Dallas Reid era más tolerable.
Henry Ma, de Ka Leo O Hawaii, elogió los poderes únicos de Asta, su naturaleza valiente y su relación con los demás personajes. En un artículo para Anime News Network, Rachel Trujillo destacó la relación entre maestrol-alumno de Asta con Sukehiro y la superación de sus pruebas y situaciones negativas como aspectos más destacados de la serie. En la reseña del volumen 26 del manga, LaNeysha Campbell elogió el enfrentamiento de Asta y Sukehiro con Dante porque «es un momento conmovedor e impactante sobre la relación de ambos como maestro y alumno. A pesar de que en los paneles se utilizaron pocos diálogos, el autor se las arregla para decir mucho sobre lo especial que es el vínculo que comparten». Alex Osborn, señaló que la personalidad de Asta podía ser odiosa, pero afirmó que «su búsqueda diligente y sincera para alcanzar sus sueños es algo que puedo apoyar». Daniel Dockery, de Crunchyroll, alabó cómo Asta «siempre sigue luchando, trabajando, probando y gritando».
El creador de Dragon Ball, Akira Toriyama, alabó al personaje y declaró: «Me gustó mucho lo que vi en Black Clover. El autor tiene un gran sentido del impacto y el protagonista es muy carismático».